# Truismo
Un truismo, dal calco inglese truism (a sua volta da true, vero), è una dichiarazione così ovvia o autoevidente da essere difficilmente degna di nota, eccetto come promemoria o come strumento retorico o letterario.
In logica una proposizione può essere un truismo anche se non è una tautologia, una riformulazione di una definizione o un teorema derivato da assiomi che sono generalmente ritenuti veri. Infatti alcuni sostengono che tali proposizioni analitiche non devono essere considerate come truismi.
In filosofia una frase che asserisce condizioni di verità incomplete per una proposizione può essere considerata un truismo. Un esempio di questo tipo di sentenza potrebbe essere: "In condizioni appropriate, il sole sorge". Senza supporto contestuale - una spiegazione di quali siano queste condizioni appropriate - la sentenza è vera ma priva di contesto.
Spesso il termine viene usato per mascherare il fatto che una proposizione è in realtà una mezza verità o un'opinione, specialmente in retorica.
In linguistica, esempi di truismo sono ravvisabili in alcune interrogative fàtiche, come "Anche tu qui?".

## Esempi
- In logica: "A e non A è una contraddizione".
- Nella teorie degli insiemi, una branca della matematica astratta: "l'intersezione di un insieme e del suo complemento (rispetto a un insieme universo) è l'insieme vuoto".
- In italiano: "È un truismo che la prevenzione è meglio della cura."